# Dymník
Dymník (tyska: Rauchberg) är en kulle i Tjeckien.   Den ligger i regionen Ústí nad Labem, i den norra delen av landet, 90 km norr om huvudstaden Prag. Toppen på Dymník är 516 meter över havet.